# Shenzhen Universiade Sports Centre
El Shenzhen Universiade Sports Centre (en chino: 深圳世界大学生运动会体育中心), también conocido como Shenzhen Universiade Centre, Longgang Universiade Sports Centre o Longgang Stadium, es un complejo de instalaciones deportivas de usos múltiples en Longgang, Shenzhen, Guangdong, China. El centro deportivo se completó en 2011. Se utiliza principalmente para competiciones de atletismo y fútbol, y fue sede de algunos eventos en la Universiada de Verano de 2011.
El estadio tiene una capacidad de 60 334 espectadores. La arena tiene una capacidad de 18 000 espectadores, mientras que el centro acuático tiene una capacidad de 3 000 espectadores.
El 15 de septiembre de 2018, la NHL jugó un partido de pretemporada en el estadio entre Calgary Flames y Boston Bruins.

## Galería

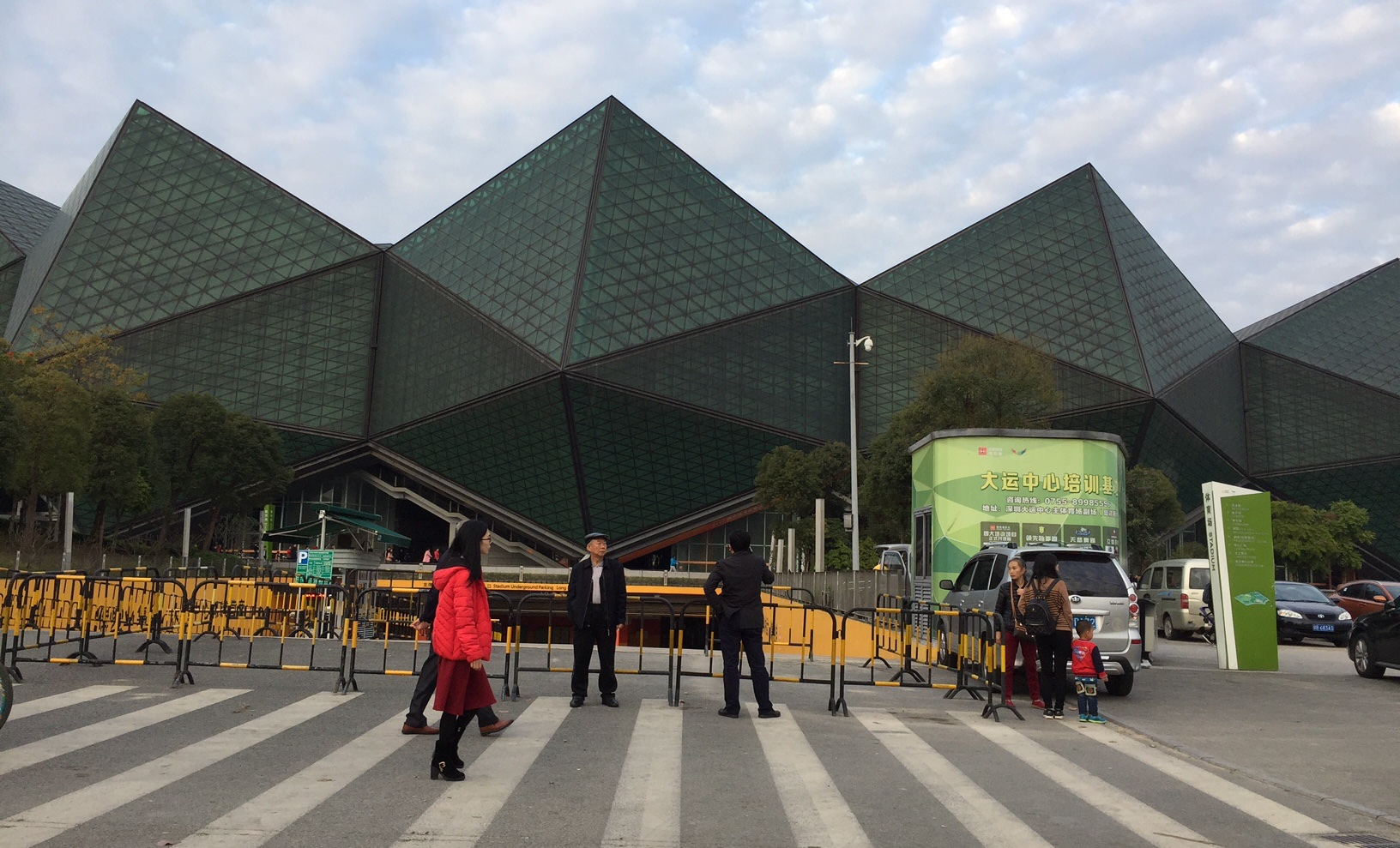
Vista externa del estadio
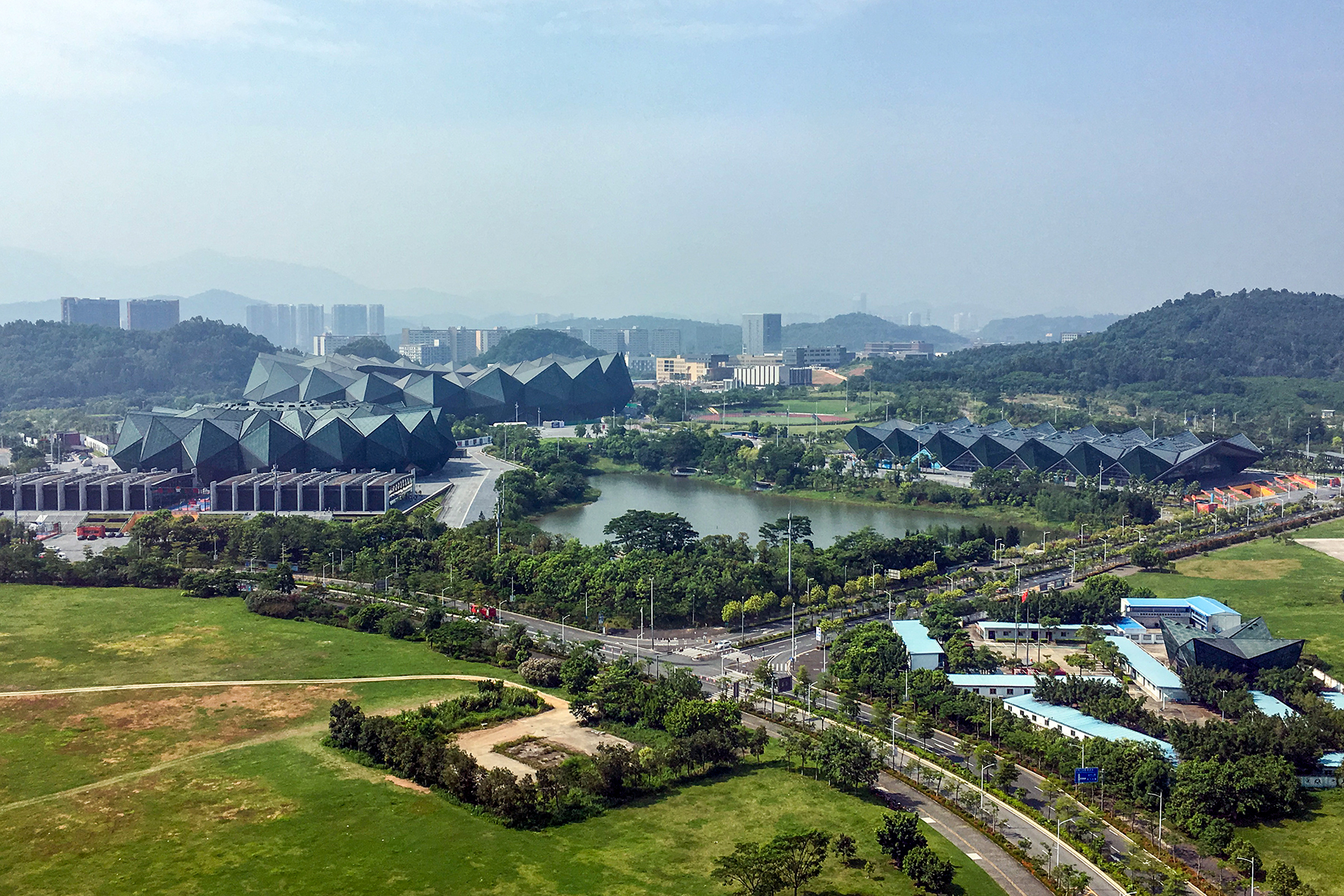
Vista aérea de los polideportivos